# Informix
Informix (вимовляється інформікс) — сімейство систем керування базами даних (СКБД), та американська фірма, колишній виробник цього програмного забезпечення (також Informix Software). У 2001 підприємство перейшло у власність IBM і відтоді продукт належить та далі розвивається IBM.
СКБД Informix виділяється високою надійністю і швидкодією, вбудованими засобами відновлення після відмов, наявністю засобів реплікації даних і можливістю створення розподілених систем. Підтримуються майже всі відомі серверні платформи: IBM AIX, GNU/Linux (RISC and i86), HP UX, SGI Irix, Solaris, Windows NT (NT, 2000), Mac OS.
Поточною версією Informix є IBM Informix Dynamic Server (IDS) 14.10, яку випущено у 2019.

## Історія
Сама СКБД була спроектована та розроблена Роджером Сіплом (Roger Sippl) наприкінці 1970-х. У 1980 було засновано підприємство для подальшої розробки та впровадження продукту на ринку. У 1986 фірма перетворюється на акціонерне товариство і протягом 1990-х Informix є другою популярною СКБД, після Oracle. Проте цей успіх не укріпився і у 2000 фінансове становище компанії значно ослабло внаслідок помилок її керівництва.
2001 IBM купує Informix задовольняючи пропозицію Wal-Mart (найбільший користувач Informix). Хоча IBM розробляє власну СКБД DB2, вона оголошує довгострокову стратегію паралельного розвитку обох продуктів. І продовжує дотримуватись її також після зміни керівництва відділу управління інформацією (англ. Information Management Division) у 2006.

### 1980: початок
Роджер Сіпл та Лора Кінг працювали в Cromemco, де вони розробили невелику реляційну СКБД що базувалася на ISAM, яка була частиною програмного комплексу для формування звітів.
Потім Сіпл та Кінг покинув Cromemco й заснували власну компанію Relational Database Systems (RDS) у 1980р. Їх першим продуктом став Marathon — 16-бітна версія їх ранішої реалізації ISAM. Marathon розроблявся для операційної системи Onyx — версії Unix для перших мікропроцесорів ZiLOG.
В RDS вони сконцентрувались на ринку реляційних СКБД і випустили власний продукт під маркою Informix (INFORMation on unIX) у 1981р. У складі Informix постачалася власна мова Informer. Також до складу пакету входив формувальник звітів ACE, що дозволяв отримувати дані з бази даних і представляти їх в зручній для читання формі. Інструмент PERFORM, дозволяв користувачам інтерактивно звертатися до даних в БД і редагувати їх. Фінальним випуском стала версія 3.30, що було випущено на початку 1986р.
У 1985р RDS представила новий  рушій  запитів у складі INFORMIX-SQL (ISQL) версії 1.10 (версія 1.00 ніколи не випускалася). Продукт включав нові версії ACE та PERFORM, які відтепер підтримували SQL. Найбільш значною відмінністю ISQL від попередньої версії Informix стало виділення коду доступу до БД в процес рушія(sqlexec) — до цього він був частиною клієнта. Це поклало початок переходу до клієнт-серверної моделі. Еволюціоністський ISAM, що був по суті ядром Informix, в новій реінкарнації отримав назву C-ISAM.
З початку 1980-х Informix залишався незначним гравцем на ринку СКБД, але з ростом популярності UNIX і SQL в середині 1980-х, частка Informix значно зросла. К 1986 р. вони стали достатньо великими для IPO. Назва компанії змінюється на Informix Software. До її продуктів належали INFORMIX-SQL версії 2.00 та INFORMIX-4GL 1.00. Вони постачались як у складі рушія СКБД, так і як самостійні інструменти (ISQL та I4GL відповідно).
Серія наступних версій, що презентувала новий рушій запитів, стала відома як INFORMIX-Turbo. Turbo використовував новий RSAM, що був значно потужнішим в мережевому середовищі ніж C-ISAM. З версії 4.00 у 1989 р., Turbo був перейменований в INFORMIX-OnLine (назва вказувала на можливість створення резервних копій БД при активному сервері та користувачах, що змінюють дані в момент створення резервної копії). Також оригінальний продукт заснований на C-ISAM було відокремлено від інструментів (ISQL та I4GL) і названо INFORMIX-SE (Standart Engine). Випущена наприкінці 1990 р. версія 5.00 мала повноцінну підтримку розподілених транзакцій з двофазним підтвердженням та збережених процедур. В версії 5.01 також з'явилась можливість використовувати тригери.

## Поточні плани
На початку 2005 року IBM випустила версію 10 Informix Dynamic Server (IDS). 
IDS 11 (v11.10, під кодовою назвою «Cheetah») була доступна з 6 липня, 2007. 
IBM також випустила IDS 11.5 (під кодовою назвою «Cheetah2») в травні 2008 року. 
12 жовтня 2010 року вийшла остання на сьогодні версія продукту 11.7 Panther.
Це підвищило рівень надійності та доступності IDS  та збільшило його функціональність.
нові можливості

## Опис продуктів
У лінійку програмних продуктів під загальною назвою «Informix» входять такі СКБД:
IBM Informix® Dynamic Server Enterprise Edition (IDS) — низькі експлуатаційні витрати, що забезпечують високу продуктивність трансакцій в середовищі OLTP, сервер баз даних для підприємств і робочих груп. Включає можливості для розробки додатків для забезпечення високої продуктивності і доступності даних. Має можливості поліпшення продуктивності трансакцій: гнучке виділення пам'яті, конфігурацію розміру сторінок даних, безпека даних, зовнішні директиви оптимізатору. Забезпечує різні види реплікації між серверами на рівні таблиць (Enterprise Replication technology), також реплікацію з високою доступністю всіх даних сервера (HADR), яка дозволяє використовувати read_only сервер для звітів одночасно із застосуванням транзакцій з основного сервера. Підтримує стандартні і визначені користувачем типи даних, включаючи мультимедійні, графічні і текстові дані. Має можливості шифрування даних на рівні полів в таблицях, що відповідає таким стандартам, як Sarbanes-Oxley, Базель II і HIPAA.
IBM Informix Dynamic Server Enterprise Edition with J/Foundation IBM Informix — має всі можливості попередньої архітектури плюс можливість створювати призначені для користувача програми (UDR) на мові Java, Informix, що виконуються безпосередньо на сервері.
IBM Informix® Extended Parallel Server (XPS)- сервер управління базами даних рівня high-end, забезпечує створення дуже великих баз і сховищ даних для критичних бізнес-застосунків. Дозволяє проводити інтеграцію традиційних і вебдодатків. Має можливості швидкого завантаження дуже великих обсягів даних, і забезпечує підвищену продуктивність в середовищі DSS. Забезпечує масштабування для роботи з великими обсягами інформації. Ідеальне рішення для об'єднання даних через середовище Інтернет, створення комбінованих сховищ і вітрин даних, з можливістю конкурентного завантаження і виконання запитів.
IBM Informix® Dynamic Server (IDS) Express — створений для середнього і малого бізнесу, спрощені процедури створення і розгортання додатків на основі даного сервера роблять його ідеальним для невеликих рішень, коли потрібний мінімальний рівень адміністрування. Має можливості відмовостійкості і підвищеної продуктивності. Забезпечує функції автоматизованого резервування та відновлення. Підтримує широкий набір засобів розробки додатків, таких як Eclipse, IBM Rational Application Developer и Microsoft Visual Studio .NET.
IBM Informix® OnLine Extended Edition — легкий у використанні, сервер управління базами даних для низьких і середніх навантажень. Забезпечує роботу в середовищі OLTP, різні типи даних включаючи мультимедійні, підтримує широкий спектр засобів розробки додатків.
IBM Informix Standard Engine (SE) — вбудовуваний сервер баз даних, створений для розробки невеликих додатків, з мінімальним адмініструванням.
IBM Informix Red Brick™ Warehouse — реляційна СКБД для Business Intelligence додатків, об'єднує e-business-оточення з легкими для розгортання, використання і адміністрування також низькою вартістю володіння, вітринами і сховищами даних Red Brick.